# 새우

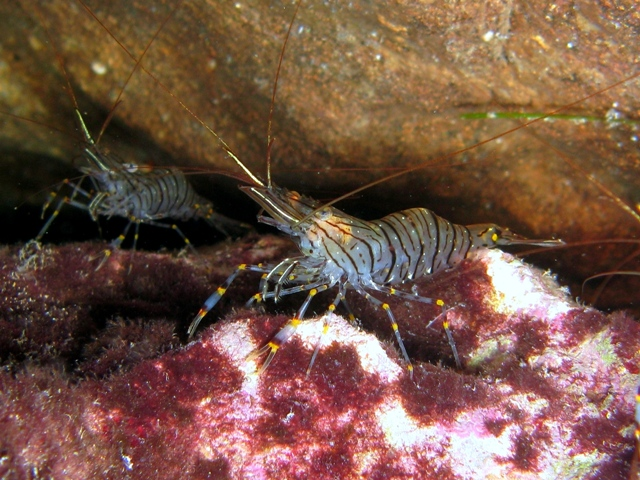

새우(shrimp)는 절지동물문·갑각아문·연갑강·십각목(새우목) 중 게(단미류)나  소라게(이미류) 등을 제외한 동물의 총칭이다. 굽은 등에 수염이 길고 발이 여러 개 있으며, 딱딱한 껍질 속에 흰 살이 들어 있는, 물에 사는 작은 동물이다. 예전에는 장미아목(長尾亞目, macrura)으로 분류하기도 했다. 대부분은 범배아목, 생이하목과 수상새아목에 속한다. 새우는 전 세계에 걸쳐 민물과 바닷물에 서식한다. 평소에는 앞으로 헤엄치지만, 지느러미처럼 생긴 꼬리채를 재빨리 휘둘러 뒤로 헤엄칠 수도 있다. 보리새우와 더불어, 인간의 소비를 위해 잡히고 사육된다. 새우의 크기는 작게는 1~2cm이고, 크게는 20~30cm이다.갓 알에서 나온 새우는 우리가 아는 새우와 모습이 다르다.

## 종류
- 독도새우
  - 도화새우
  - 닭새우
  - 꽃새우
- 옆새우
- 줄새우

## 형태

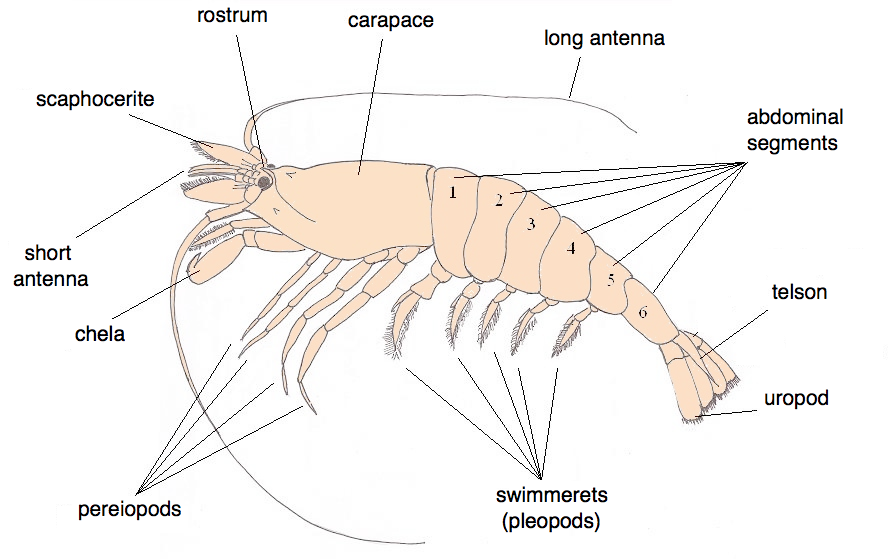
유럽갈색새우(Crangon crangon)의 구조

새우의 몸은 게와 사실상 마찬가지로 키틴질을 포함하는 단단하고 뻣뻣한 갑각으로 싸여 있고, 여러 개의 몸마디로 되어 있다. 머리·가슴·배의 세 부분으로 이루어져 있는데 머리와 가슴은 융합하여 등딱지를 이룬다. 등딱지는 석회질화한 껍데기로 싸여 있는데 이 껍데기를 갑각(甲殼)이라 한다. 갑각은 머리 부분의 뒷가장자리 피부에서 나오는 주름에서 발생한 것이다. 눈마디를 하나의 몸마디로 보면 머리는 6마디, 가슴은 8마디, 배는 7마디로 몸 전체가 21마디로 되어 있다. 각 몸마디에는 한 쌍의 부속지(附屬肢)가 있고 배는 잘 발달되어 있다. 배갑 앞쪽에 하나의 이마뿔이 있는데, 이마뿔은 움직이지 않는 것이 보통이나 움직이는 것도 있다. 각 마디는 각각 독립된 껍데기로 싸여 있고, 관절로 연결되어 자유로이 굽혔다 펼 수 있다. 각 모마디에 있는 1쌍씩의 부속지는 부위에 따라 형태와 기능상의 분화가 일어나고 있다. 머리 부속지로는 눈·작은더듬이·더듬이·큰턱·제1작은턱·제2작은턱 등이 있는데, 눈은 보통 한 쌍이며 눈자루와 그 끝에 있는 각막으로 되어 있다. 각막은 투명한 큐티클 층으로 겹눈을 덮고 있다. 몸 속에 호흡계·소화계·순환계·배설계·신경계·감각 기관·근육계 등 여러 가지 기관계가 들어 있다. 호흡계를 이루는 것은 아가미인데, 이것은 가슴다리의 기부에 있으며, 갑각에 덮인 아가미방 안에 들어 있다. 아가미는 구조상 나무 모양 아가미, 실 모양 아가미, 잎 모양 아가미로 구분된다. 소화계로는 입·식도·위·중장·직장·항문 등이 있다. 중장의 배쪽에 간·이자의 관이 열려 있고, 등쪽에 맹장이 열려 있다. 간·이자에서 나오는 소화액은 먹이에 섞이며, 소화 생산물은 중장에서 흡수된다. 새우는 자랄 때마다 낡은 껍데기를 벗고 새 갑각으로 갈아입는 탈피를 한다. 탈피를 하면 잃어버린 부속지도 새로 난다. 새우의 감각 기관으로는 눈·평형포·감각털 등이 있다. 새우의 다리개수는 총 10개이다.

## 생활사
생식과정은 교미, 수정과 산란, 포란, 유생의 부화와 그 후의 발생 등으로 구분된다. 알은 산출되면 암컷의 배다리에 붙게 되는데 이것을 포란이라 한다. 갓 부화한 새끼는 다리가 달린 아주 작은 조롱박처럼 보이는데 2-4주가 지나면 몇 차례 변화를 거쳐 성체를 축소시켜 놓은 듯한 모습이 된다. 크기가 작은 새우는 대부분 플랑크톤을 먹는다. 또 몸집이 큰 새우는 바다 바닥에 사는 것을 먹는다. 또 새우들은 물고기와 물 속에 사는 다른 동물의 중요한 먹이가 된다. 어떤 새우는 물고기의 아가미와 입, 비늘에 기생하는 기생충을 잡아먹어 청소부 역할을 한다. 운동기관은 가슴다리·배다리·배 전체이다. 유영류에서는 배다리를 움직여 헤엄쳐 다니고, 파행류에서는 가슴다리로 걷는다. 보통은 천천히 앞으로 이동하지만 위급할 때는 배를 굽혔다 폈다 하면서 재빨리 후퇴하는 습성이 있다. 계절에 따라 회유하는 것이 있는데, 여름철에는 연안이나 얕은 곳으로, 겨울철에는 깊은 곳으로 이동하는 것이 보통이다. 산란을 위해 이른 봄 또는 여름에 연안·내만·내해의 얕은 곳으로 오는 것도 있다.

## 효능
칼슘이 풍부하여 뼈를 튼튼하게 해주며, 골밀도 강화에 큰 도움을 주어 골다공증 예방에 효과적이다. 뿐만 아니라 타우린 성분과 키토산이 혈관 속 유해한 콜레스테롤 수치를 감소시켜 혈관질환 예방에도 효과적이며, 뇌세포의 활성화를 촉진시켜 기억력, 인지능력 등 뇌기능 향상에도 도움을 준다.

## 새우와 사람

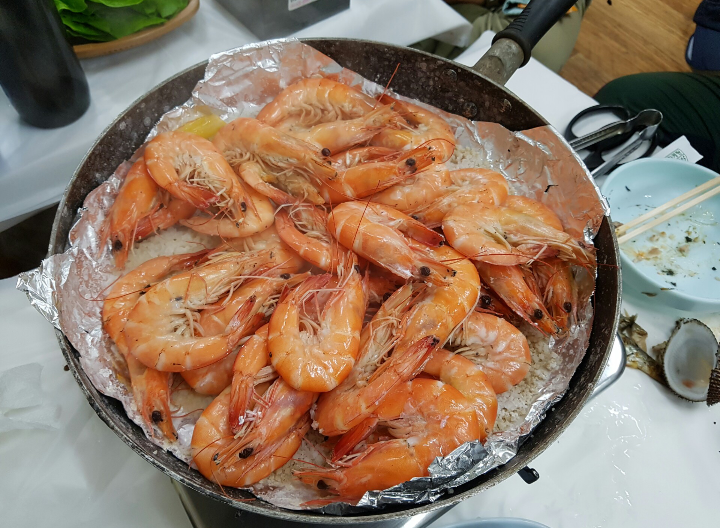
새우구이. 바닥에 소금을 깔고 굽는 모습이다.

꿍솟 섀 남쁘라. 태국의 새우요리이다.

새우는 단백질이 풍부하고 지방이 적어 세계 각국에서 귀중한 식품으로 이용되고 있으며, 동물사료나 낚시미끼로도 쓰인다. 한국 연해와 민물에서는 약 80종의 새우류가 알려져 있다. 전 세계에서 잡히는 새우의 약 1/3이 아시아에서 잡히며 양식을 하기도 한다. 새우의 요리법은 다양하여 삶아 말려서 먹기도 하고 튀김으로 먹기도 하고 새우젓을 만들기도 한다.

## 음식 목록
- 새우튀김
- 새우머리 구이
- 통새우 구이
- 새우볶음밥
- 새우튀김 우동
- 새우 초밥
- 새우 찜
- 새우 버거
- 새우젓

## 새우에 관한 속담
- 고래 싸움에 새우등 터진다(강한 사람들끼리 싸우는 속에 약한 사람이 피해를 보는 경우).
- 새우로 잉어를 잡는다(작은 투자로 큰 횡재를 했을 경우).
- 새우 벼락 맞던 이야기를 한다(지난 일을 공연히 꺼내 쓸데없는 이야기를 할 때).

## 같이 보기
- 크릴새우

## 참고 문헌
- 이 문서에는 다음커뮤니케이션(현 카카오)에서 GFDL 또는 CC-SA 라이선스로 배포한 글로벌 세계대백과사전의 내용을 기초로 작성된 글이 포함되어 있습니다.